# Dimitris Christofias
Dimitris Christofias (født 29. august 1946 i byen Dhikomo, 21. juni 2019) var en cypriotisk politiker, der var Cyperns præsident fra 2008 til 2013. Han var medlem af Det progressive arbejderparti (AKEL), som er et kommunistisk, marxistisk-leninistisk parti i Cypern. 
Han vandt præsidentvalget, i 2008 i anden runde af afstemningen. Gennem hele valgkampen lovede han at genstarte forhandlinger med tyrkisk-cyprioterne med henblik på at finde en løsning på Cypern-konflikten og genforene øen. Han støttede også lukningen af de britiske militærbaser på Cypern.

## Barndom
Christofias blev tidligt i sin ungdom interesseret i venstreorienteret politik og var som ung medlem af Det progressive arbejderpartis ungdomsfront. 
Han voksede op i en arbejderfamilie, og hans forældre arbejdede hårdt for at få mad på bordet.
I en alder af 14 blev han medlem af "progressive skoleelvers organisation", og i en alder af 18 blev han medlem af AKEL's Forenede Demokratiske ungdomsorganisation.

## Anledning til lokal ledelse
Dimitris Christofias blev valgt til medlem af Repræsentanternes Hus for første gang i 1991 og blev genvalgt i de efterfølgende parlamentsvalg fra 1996 – 2001. Den 7 juni 2001 blev han valgt til formand for Repræsentanternes Hus. Han blev genvalgt som formand for Repræsentanternes Hus i 2006. I hans funktion som generalsekretær for C.C. AKEL og formand for Repræsentanternes Hus, blev han medlem af Det Nationale Råd.
Han var også formand for det udøvende udvalg af Cypern-Gruppen til Interparlamentariske Union (IPU) og for Cypern Branch of the Commonwealth Parlamentariske Selskab (CPA).

## Valget i 2008
Ved den første runde af det cypriotiske præsidentvalg 2008, der blev afholdt den 17. februar, var der et tæt resultat mellem de tre førende kandidater: Christofias, Ioannis Kasoulides, og den etablerede Tassos Papadopoulos; Christofias endte med at vinde valget med 53,37% af stemmerne.  Efter sin succes lovede han at genoptage forhandlingerne for at finde en løsning for genforening af øen. I behandlingen af en jublende folkemængde som viftede med cypriotiske og Che Guevara-flag i gaderne af Cyperns hovedstad, Nicosia, sagde den nyvalgte præsident, at han så frem til "et væsentligt samarbejde til gavn for begge samfund." "I morgen begynder en ny dag. Vi vil se mange problemer foran os. Fra og med i morgen, forener vi vores kræfter … Til at opnå en genforening af vores land."
Lothar Bisky, formand for part af den Europæiske venstre fløj, hilste valget af Christofia velkommen med følgende lykønskning: "Succesen med Dimitris Christofias er et håb for den arbejdende befolkning i Cypern og et vigtigt skridt hen imod en fredelig løsning på Cypern-problemet. Og det er også en stor opmuntring for venstrefløjen i Europa ". Robert Griffiths, generalsekretær i Kommunistiske Parti Storbritannien, sagde: "Dette resultat er af afgørende betydning for fremtiden for alle arbejdere i Cypern."